# Dawn of the Replicants
Dawn of the Replicants es un grupo musical británico de rock indie formado Galashiels, Escocia, descrito por Allmusic como "uno de los grupos más innovadores en el Reino Unido. Imposible de clasificar".
Cuatro de los miembros actuales, Pringle, Vickers, Simian y Small habían trabajado juntos en la revista musical Sun Zoom Spark, donde se conocieron. 

## Biografía
Inicialmente, el grupo comenzó como un dúo con Vickers y Simian, y lanzaron un EP titulado So Far, So Spitfire en diciembre de 1996. El grupo se amplió a un quinteto y un sencillo auto-producido en el verano de 1997. Ese mismo año firmaron con el sello discográfico Eastwest Records, una subsidiaria de Warner Bros. Antes del cierre del año, lanzaron dos EP, recibiendo los elogios de la revista NME, y el periódico The Times, que los declaró la "Mejor banda nueva de 1997". 
En 1998, el sencillo "Candlefire", tomado del álbum debut One Head, Two Arms, Two Legs lanzado ese mismo año, alcanzó el número 52 en el UK Singles Chart, y el siguiente, "Hogwash Farm", alcanzó el puesto número 65. Ese verano la banda tocó tanto en el Glastonbury como en el Reading Festival. 
Antes de su muerte, el DJ británico John Peel trabajó en cinco sesiones, cuatro con Dawn of the Replicants, más una sesión solamente con Vickers y Simian para su proyecto paralelo, Pluto Monkey. El sencillo "Science Fiction Freak", tomado de su segundo álbum de estudio, Wrong Town, Wrong Planet, Three Hours Late, fue compuesto para el aniversario 60 de John Peel en 1999, y el álbum fue un gran éxito en ventas y el grupo decidió tomar un descanso. En 2000, Vickers y Simian lanzaron un álbum de estudio y dos sencillos a través de Shifty Disco, bajo el nombre de Pluto Monkey, para luego regresar con Dawn of the Replicants con un tercer álbum, Touching The Propeller, y una gira en 2002. 
En 2005, la banda tocó en el Festival South by Southwest en Austin, Texas. En los últimos años también han grabado las sesiones de Huw Stephens en la BBC Radio 1 y Marc Riley en la BBC 6 Music. Mientras estaban de gira en el Reino Unido a principios de 2006, el grupo participó en las sesiones de Abbey Road para la estación de radio por satélite estadounidense U-Pop y disfrutaron de juegos de video en MTV2, mientras que Mojo, NME, Uncut, Q, y todos ellos llevaron a cabo las revisiones de su quinto álbum su estudio, Fangs.
En 2006, se celebraron los diez años de la banda con una colección de veintidós sencillos, llamado Bust The Trunk: The Singles, de los cuales los primeros 1000 ejemplares incluyen un DVD gratuito, con material en vivo, videos y entrevistas. 
Nuevas canciones fueron grabadas a principios de 2007 para el sexto álbum de estudio. Los miembros se encuentran actualmente trabajando en proyectos que incluyen a Paul Vickers and The Leg, The Stark Palace, The Stone Ghost Collective, Mike and Michi, COW y The Border Boogie Band.

## Discografía
| Año  | Álbum                                                                                    |
| ---- | ---------------------------------------------------------------------------------------- |
| 1998 | One Head, Two Arms, Two Legs - Lanzamiento: 1998 - Sello: Eastwest Records               |
| 1999 | Wrong Town, Wrong Planet, Three Hours Late - Lanzamiento: 1999 - Sello: Eastwest Records |
| 2002 | Touching The Propeller - Lanzamiento: 22 de mayo de 2002 - Sello: Flying Sparks          |
| 2004 | The Extra Room - Lanzamiento: 5 de marzo de 2004 - Sello: Hungry Dog                     |
| 2006 | Fangs - Lanzamiento: 21 de julio de 2006 - Sello: SL Records                             |
| 2006 | Bust The Trunk: The Singles - Lanzamiento: 30 de septiembre de 2006 - Sello: Sl Records  |

## Miembros

### Miembros actuales
- Roger Simian: Guitarra, teclados, voz secundaria (1996-presente)
- Mike Small: Guitarra, teclados(1997-presente)
- Paul Vickers: Vocales, teclados (1996-presente)
- Dave Coyle: Bajo, guitarra, voz secundaria (2002-presente)
- David Little: Batería, voz secundaria (2002-presente)

### Miembros anteriores
- Donald Kyle: Bajo, guitarra (1997-2001)
- Grant Pringle: Batería, guitarra, teclados, voz secundaria (1997-2001)